# 천안시·천원군
천안시·천원군은 대한민국의 옛 국회의원 선거구이다. 당시 충청남도 천안시와 천원군 지역을 관할했다.

## 역사
1963년 1월, 천안군 천안읍, 환성면이 천안시로 승격되었다. 이와 함께 천안군 잔여 지역이 천원군으로 개칭되었다. 제6대 국회의원 선거를 앞두고 천안군 갑, 천안군 을 선거구가 통합되면서 천안시·천원군 선거구를 이루게 되면서 신설되었다.
제9대 국회의원 선거를 앞두고 아산군 선거구와 통합되어 천안시·천원군·아산군 선거구를 이루게 됨에 따라 폐지되었다.

## 역대 국회의원
| 선거   | 정당 | 정당       | 의원   |
| ------ | ---- | ---------- | ------ |
| 1963년 |      | 민정당     | 이상돈 |
| 1967년 |      | 민주공화당 | 김종철 |
| 1971년 |      | 민주공화당 | 김종철 |

## 역대 선거 결과

### 대한민국 제6대 국회의원 선거
|  | 39.13% |

|  | 33.96% |

|  | 22.40% |

|  | 4.49% |

### 대한민국 제7대 국회의원 선거
|  | 73.01% |

|  | 17.86% |

|  | 4.59% |

|  | 2.05% |

|  | 1.64% |

|  | 0.83% |

### 대한민국 제8대 국회의원 선거
|  | 59.90% |

|  | 40.09% |